# 稲村肇
稲村 肇（いなむら はじめ、1945年10月17日 - ）は、日本の都市計画学者。東北大学名誉教授。東北工業大学名誉教授。元土木学会副会長。元アジア交通学会会長。元宮城県国土利用計画審議会会長。

## 人物・経歴
1969年東京工業大学土木工学科卒業。1971年東京工業大学理工学専攻修士課程修了。1974年東京工業大学理工学専攻博士課程修了、工学博士、運輸省入省。1976年土木学会論文奨励賞受賞。1977年運輸省港湾技術研究所計画基準研究室長。1984年東北大学工学部土木工学科助教授。1987年アジア工科大学院准教授。1992年東北大学工学部土木工学科教授。1994年東北大学大学院情報科学研究科教授。2000年土木学会土木計画学研究委員会委員長。2001年日本港湾協会企画賞受賞。2004年土木学会認定特別上級土木技術者（総合）。2007年アジア交通学会会長、土木学会副会長。2009年定年退職、東北大学名誉教授、政策研究大学院大学客員教授。2010年東北工業大学教授。2015年東北工業大学名誉教授。この間、宮城県国土利用計画審議会会長、福島県地方港湾審議会会長、東北港湾の復旧・復興基本方針検討委員会委員長、宮城県港湾戦略ビジョン策定委員会副座長、港湾空港総合技術センター監事、山形県地方港湾審議会会長なども歴任した。